# Bernard Cribbins
Bernard Joseph Cribbins OBE (Derker, 29 de dezembro de 1928 — 27 de julho de 2022) foi um ator e cantor inglês cuja carreira durou mais de oito décadas.
Durante a década de 1960, ele se tornou conhecido no Reino Unido por seus discos de sucesso "The Hole in the Ground" e "Right Said Fred" e por suas aparições em filmes de comédia, incluindo Two-Way Stretch (1960) e a série Carry On. Seus outros papéis incluem o astronauta Vincent Mountjoy em The Mouse on the Moon (1963), Albert Perks em The Railway Children (1970), o barman Felix Forsythe em Frenzy (1972) e o pretensioso hóspede de hotel, Sr. Hutchinson, no episódio "The Hotel Inspectors" (1975) de Fawlty Towers. Na televisão, ele foi um leitor regular e prolífico da série Jackanory da BBC de 1966 a 1991, narrou o programa infantil The Wombles (1973–1975) e desempenhou o papel-título na série Old Jack's Boat (2013–2015) da CBeebies.
No filme de 1966 Daleks' Invasion Earth 2150 A.D., Cribbins interpretou Tom Campbell, um companheiro do Dr. Who. 41 anos depois, ele começou a aparecer na série moderna de Doctor Who como Wilfred Mott, o avô da companheira regular Donna Noble e um companheiro temporário do Décimo Doutor. Ele fez sua última aparição postumamente no especial de 60º aniversário da série, "Wild Blue Yonder", em 2023.

## Filmografia
Fonte:

### Filmes
| Ano  | Título                                         | papel                                    | Notas         |
| ---- | ---------------------------------------------- | ---------------------------------------- | ------------- |
| 1957 | Yangtse Incident: The Story of H.M.S. Amethyst | Operador de Sonar/1º Jogador de Cribbage | [ 6 ]         |
| 1958 | Davy                                           | Ajudante de palco, Collins's Music Hall  | Não creditado |
| 1958 | Dunkirk                                        | Marinheiro sedento                       | Não creditado |
| 1959 | Make Mine a Million                            | Jack                                     | [ 6 ]         |
| 1959 | Tommy the Toreador                             | Paco                                     | [ 6 ]         |
| 1960 | Two-Way Stretch                                | Lennie Price                             | [ 6 ]         |
| 1960 | The World of Suzie Wong                        | Otis                                     | [ 6 ]         |
| 1961 | Passport to China                              | Pereira                                  | [ 6 ]         |
| 1961 | Nothing Barred                                 | Newspaperman                             | [ 6 ]         |
| 1961 | The Best of Enemies                            | Col. Brownlow                            |               |
| 1962 | The Girl on the Boat                           | Peters                                   | [ 6 ]         |
| 1962 | The Fast Lady                                  | Homem na maca                            | Não creditado |
| 1963 | The Wrong Arm of the Law                       | Nervous O'Toole                          | [ 6 ]         |
| 1963 | The Mouse on the Moon                          | Vincent Mountjoy                         | [ 6 ]         |
| 1963 | Carry On Jack                                  | Midshipman Albert Poop-Decker            | [ 8 ]         |
| 1964 | A Home of Your Own                             | O Pedreiro                               |               |
| 1964 | Carry On Spying                                | Harold Crump                             | [ 6 ]         |
| 1964 | Crooks in Cloisters                            | Squirts                                  | [ 6 ]         |
| 1964 | The Counterfeit Constable                      | Bob, o agente 202                        | [ 6 ]         |
| 1965 | She                                            | Job                                      | [ 6 ]         |
| 1965 | Cup Fever                                      | Policeman                                | [ 6 ]         |
| 1965 | You Must Be Joking                             | Sgt. Clegg                               |               |
| 1966 | The Sandwich Man                               | Harold – Fotografo                       | [ 6 ]         |
| 1966 | Daleks' Invasion Earth 2150 A.D.               | Tom Campbell                             |               |
| 1967 | Casino Royale                                  | Carlton Towers, Motorista de Táxi        | [ 6 ]         |
| 1968 | A Ghost of a Chance                            | Ron                                      | [ 6 ]         |
| 1968 | Don't Raise the Bridge, Lower the River        | Fred Davies                              | [ 6 ]         |
| 1970 | The Railway Children                           | Albert Perks                             | [ 6 ]         |
| 1972 | Frenzy                                         | Felix Forsythe                           | [ 6 ]         |
| 1978 | The Water Babies                               | Sr. Masterman/Voz do Enguia              |               |
| 1978 | The Adventures of Picasso                      | Gertrude Stein/Narrador                  | [ 6 ]         |
| 1978 | Play Safe                                      | Robin (voz)                              | Curta         |
| 1981 | Dangerous Davies – The Last Detective          | Dangerous Davies                         | [ 6 ]         |
| 1992 | Carry On Columbus                              | Mordecai Mendoza                         | [ 6 ]         |
| 2003 | Blackball                                      | Mutley                                   |               |
| 2012 | Run for Your Wife                              | Paciente do Hospital                     | [ 6 ]         |
| 2012 | A Fantastic Fear of Everything                 | A Voz                                    | [ 6 ]         |
| 2018 | Patrick                                        | Albert                                   |               |
| 2018 | Woodland                                       | Narrador                                 | Curta         |

### Televisão
| Ano             | Título                            | Papel                 | Notas                                                                                       |
| --------------- | --------------------------------- | --------------------- | ------------------------------------------------------------------------------------------- |
| 1956            | David Copperfield                 | Thomas Traddles       | [ 6 ]                                                                                       |
| 1960            | Interpol Calling                  |                       | Episódio: "Slow Boat to Amsterdam"                                                          |
| 1961            | Winning Widows                    |                       |                                                                                             |
| 1965            | Comedy Playhouse                  | Ambrose Twomby        | Episódio: "Here I Come Whoever I Am"                                                        |
| 1966            | The Avengers                      | Arkwright             | Episódio: "The Girl from Auntie"                                                            |
| 1966–1991       | Jackanory                         | Contador de histórias | 114 aparições                                                                               |
| 1968            | The Avengers                      | Bradley Marler        | Episódio: "Look — (Stop Me If You've Heard This One) — But There Were These Two Fellers..." |
| 1969–1970       | Cribbins                          | Vários                | 12 episódios                                                                                |
| 1973–1975       | The Wombles                       | Narrador e vozes      | 60 episódios                                                                                |
| 1975            | Fawlty Towers                     | Mr. Hutchinson        | Episódio: "The Hotel Inspectors"                                                            |
| 1976            | Space: 1999                       | Captain Michael       | Episódio: "Brian the Brain"                                                                 |
| 1977            | Play of the Month                 | Pinchwife             | Episódio: "The Country Wife"                                                                |
| 1977            | Once Upon a Classic               | Pirâmide              | Episódio: "Night Ferry"                                                                     |
| 1979            | The Plank                         | Pintor de casas       | Telefilme                                                                                   |
| 1981            | Shillingbury Tales                | Cuffy                 | 2 episódios                                                                                 |
| 1981            | Worzel Gummidge                   | Jolly Jack            | Episódio: "The Golden Hind"                                                                 |
| 1982            | It's Your Move                    | Vizinho               | Telefilme                                                                                   |
| 1983            | Tales of the Unexpected           | Charlie Krebs         | Episódio: "The Memory Man"                                                                  |
| 1983            | Cuffy                             | Cuffy Follett         | 6 episódios                                                                                 |
| 1986            | Langley Bottom                    | Seth Raven            | 6 episódios                                                                                 |
| 1987            | High & Dry                        | Ron Archer            | 7 episódios                                                                                 |
| 1987            | Super Gran                        | Oficial P. Brain      | Episódio: "Supergran and the Birthday Dambuster"                                            |
| 1987            | When We Are Married               | Herbert Soppitt       | Telefilme                                                                                   |
| 1988            | Stories of the Sylvanian Families | Narrador              | 4 episódios                                                                                 |
| 1990            | Bertie the Bat                    | Narrador              | 10 episódios                                                                                |
| 1991            | Tonight at 8.30                   | Sr. Wadhurst          | Episódio: "Hands Across the Sea"                                                            |
| 1996            | Dennis the Menace and Gnasher     | Clint Katzenberger    | Voz; Episódio: "Oil Strike"                                                                 |
| 1999            | Dalziel and Pascoe                | Uncle Henry           | Episódio: "Time to Go"                                                                      |
| 2000            | The Canterbury Tales              | Carpinteiro           | Voz; Episódio: "The Journey Back"                                                           |
| 2003            | Last of the Summer Wine           | Gavin Hinchcliffe     | Episódio: "In Which Gavin Hinchcliffe Loses the Gulf Stream"                                |
| 2003            | Barbara                           | Frank                 | "Guy Fawkes"                                                                                |
| 2003            | Coronation Street                 | Wally Bannister       | 11 episódios                                                                                |
| 2005            | Down to Earth                     | Frank Cosgrove        | 3 episódios                                                                                 |
| 2007–2010, 2023 | Doctor Who                        | Wilfred Mott          | 10 episódios                                                                                |
| 2013–2015       | Old Jack's Boat                   | Old Jack              | Todos os 47 episódios                                                                       |
| 2014            | Midsomer Murders                  | Duggie Wingate        | Episódio: "The Flying Club"                                                                 |
| 2015            | New Tricks                        | DCI Ronald Sainsbury  | 2 episódios                                                                                 |
| 2016            | A Midsummer Night's Dream         | Tom Snout             | Telefilme                                                                                   |

### Papéis em áudio selecionados
| Ano       | Título                                  | Papel        | Notas                                    |
| --------- | --------------------------------------- | ------------ | ---------------------------------------- |
| 1980      | Don Quixote                             | Sancho Panza | 2 episódios, BBC Radio 4                 |
| 1988      | The Wonderful Visit                     | Vicar        | BBC Radio 4                              |
| 1989      | Fear on 4                               | Sr Timmins   | Episódio: "Soul Searching" , BBC Radio 4 |
| 2001–2006 | Father Gilbert Mysteries                | Bill Drake   | Focus on the Family Radio Theatre        |
| 2007      | Doctor Who: Horror of Glam Rock         | Arnold Korns | Big Finish Productions                   |
| 2013      | Neverwhere                              | Bailey velho | BBC Radio 4                              |
| 2015      | The Bed-Sitting Room}                   | Mate         | BBC Radio 4                              |
| 2016      | How the Marquis Got His Coat Back       | Bailey velho | BBC Radio 4                              |
| 2019      | Doctor Who: The Tenth Doctor Adventures | Wilfred Mott | Big Finish Productions                   |

## Discografia

### Álbuns
| Ano  | Álbum                                     | Notas    |
| ---- | ----------------------------------------- | -------- |
| 1962 | A Combination of Cribbins                 |          |
| 1970 | The Best of Bernard Cribbins              |          |
| 1975 | Hans Andersen – Original Soundtrack Album |          |
| 1975 | Paddington Bear Volume 1                  | Narrador |
| 1975 | Paddington Bear Volume 2                  | Narrador |
| 1983 | The Snowman                               | Narrador |
| 2005 | The Very Best of Bernard Cribbins         |          |

### Singlesnas paradas
| Ano  | Título               | Posição no RU | Notas                                                                                |
| ---- | -------------------- | ------------- | ------------------------------------------------------------------------------------ |
| 1962 | "Hole in the Ground" | 9             | Uma das escolhas de Noël Coward quando convidado no Desert Island Discs da BBC Radio |
| 1962 | "Right Said Fred"    | 10            | Inspirou o nome da banda de mesmo nome                                               |
| 1962 | "Gossip Calypso"     | 25            | Escrito por Trevor Peacock                                                           |